# WWOR-TV
WWOR-TV（チャンネル9）は、アメリカ・ニュージャージー州セカーカスに認可されたテレビ局で、マイネットワークTVの旗艦としてニューヨーク市エリアを放送している。FOXテレビジョン・ステーションズが直営しし、 FOXの旗艦であるWNYW（チャンネル5）と並んで運営されている。両方の放送局は、マンハッタンのレノックスヒル地区の東67番街にあるフォックス・テレビジョン・センターのスタジオを共有しているが、WWOR-TVの送信所はワン・ワールド・トレード・センターにある。

## 歴史

### WOR-TV（1949年 - 1987年）

#### 初期の歴史
チャンネル9は、1949年10月11日にWOR-TVとして開局した。バンバーガー・ブロードキャスティング・サービス（Bamberger Broadcasting Service、R・H・メイシー・アンド・カンパニーの一部門で、バンバーガーのデパートチェーンに因んで名付けられた）が所有し、WOR（710 AM）とWOR-FM（98.7 FM、現：WEPN-FM）も運営していた。ちょうど10ヶ月前、バンバーガーはワシントンD.C.で4番目のテレビ局であるWOIC（現：WUSA）をチャンネル9で開始した。WOR-TVは、開局した市内のVHF放送局の最後としてニューヨーク市場に参入し、3つの独立放送局の1つであり、他はWPIX（チャンネル11）とニュージャージー州ニューアークに拠点を置くWATV（チャンネル13）であった。WOR-TVのオープニングの夜、WORラジオの朝のホストであるジョン・B・ギャンブリングが歓迎の辞を読み上げた。ただし、技術的な不具合により、スピーチの音声部分は聞こえなかった。問題は修正され、ギャンブリングはその夜遅く、クロージングの前にメッセージを繰り返した。
その最初の放送とその他の初期の番組は、タイムズスクエアの西にあるニューアムステルダム劇場のルーフ・ガーデンから放たれた。しばらくの間、送信所はニュージャージー州ノースバーゲンのWORテレビタワーで運用され、後にエンパイア・ステート・ビルディングに移された。1950年の初めに、バンベルガー・ブロードキャスティングは社名をジェネラル・テレラジオ（General Teleradio）に変更した。同年後半、WOICはワシントン・ポストとCBSの合弁事業に売却され、CBSは同局のコールサインをWTOP-TVに変更した。1951年、アップタウンの西67丁目101番地に新しく建設された「9 テレビジョン・スクエア（9 Television Square）」施設に移転した。西67番街のスタジオは、テレビ施設としてゼロから建設された。当初、バンバーガー・ブロードキャスティング・サービスのためにロバート・グレス・カンパニー（Robert Gless Co.）によって建設された建物自体は、メーシーズ従業員年金基金が所有し、完成前にトーマス・S・リー・エンタープライズ（Thomas S. Lee Enterprises、後にRKOゼネラルに吸収された会社）にリースされていた。放送のパイオニアであるドン・リーの息子であるリーは、西海岸に複数のミューチュアル・ネットワーク（Mutual Network）の放送局を所有し、1952年1月から1977年1月まで建物を25年間リースしていた。同建物が1952年に完成した直後、メイシーズ - バンバーガーズはWOR放送局群を、地域のヤンキー・ラジオ・ネットワークとボストンのWNAC AM-FM-TV、ロサンゼルスでKHJ AM-FM-TVを、サンフランシスコでKFRC AM-FMを運営していたドン・リー・ブロードキャスティング・システムといった他の2つの子会社を通じて3つの都市で放送権を持っていたゼネラル・タイヤ・アンド・ラバー・カンパニーと合併した。その後、子会社はゼネラル・テレラジオの名前で統合された。合併の主な原動力は、ゼネラル・タイヤに、WORや他の放送局と提携し、部分的に所有していたミューチュアル・ラジオ・ネットワークの支配権を与えることだった。この合併により、ミューチュアルがテレビネットワークを立ち上げるのではないかという臆測も生まれたが、WOR-TVが放送される前から議論されていた計画は、最終的には実現しなかった。移行期間の後、WORはテレビ事業をブロードウェイ1440番地の本社に移転し、ラジオ局の姉妹局に近く、エンパイア・ステート・ビルディング83階にあるニュースや特別イベント番組用の新しいコンパクトなスタジオに移した。1954年初頭、RKOは67番街の施設（建物とテレビ設備の両方）をNBCに3年間、延長のオプション付きで転貸した。
1955年、ゼネラル・タイヤはRKOラジオ・ピクチャーズを買収し、同社のテレビ局がRKOのフィルムライブラリーにアクセスできるようにし、1959年、ゼネラル・タイヤの放送部門と映画部門は「RKOゼネラル」と改名された。1950年代から1960年代初頭にかけて、ニューヨークの3つの独立系映画会社は全て、競争力があり受け入れられる番組を見つけるのに苦労した。1956年にデュモンの旗艦局であったWABD（チャンネル5）が独立すると、フィールドは1つ増えた。この時代、WOR-TVの番組編成はライバルに匹敵し、映画、子供向け番組、以前にネットワークの1つで放送され終了したテレビシリーズ、広報番組が混在していた。1962年、WOR-TVとその競争相手はWNTA-TV（チャンネル13）を、同局を非営利教育放送局に転換したエデュケーショナル・ブロードキャスティング・コーポレーション（Educational Broadcasting Corporation）に売却することで利益を得たため、独立放送局の分野は3つに狭められた。
1960年代の殆どの期間、WOR-TVは標準的な独立局であり、地方の広報番組、ネットワーク外の番組、『フレンドリー・ジャイアント』（後にWNDTに移動）や『ロンパールーム』（1966年にWNEW-TVからWORに移された）などの子供向け番組、スポーツイベント、多数の映画カタログで構成されており、その一部はRKOラジオ・ピクチャーズ（RKO Radio Pictures）フィルムライブラリからのものだった。1985年まで、感謝祭に『キング・コング』、『コングの復讐』、『猿人ジョー・ヤング』、感謝祭の翌日に『ゴジラ』の映画を上映する伝統を持っていた。
1962年、ノスタルジアの専門家であるジョー・フランクリンは、WABC-TVで12年間放映されていた毎日のトーク番組をWOR-TVに移した。『ジョー・フランクリン・ショー（The Joe Franklin Show）』は1993年8月6日に終了し、42年間放送されており、ローカルまたは全国のテレビ史上、最も長く放送されている番組の1つとなっている。長く続く広報番組『ファイリング・ライン』は1966年にWOR-TVで始まり、1971年まで放送された後、そのホストであるウィリアム・F・バックリー・ジュニアが番組を公共テレビに移し、そこで番組は1999年に終了するまで放映された。1968年、ブロードウェイ1440番地に事務所を維持し続けたが、2ブロック北のブロードウェイ1481番地にある新スタジオ施設に移転した。

#### 1970年代

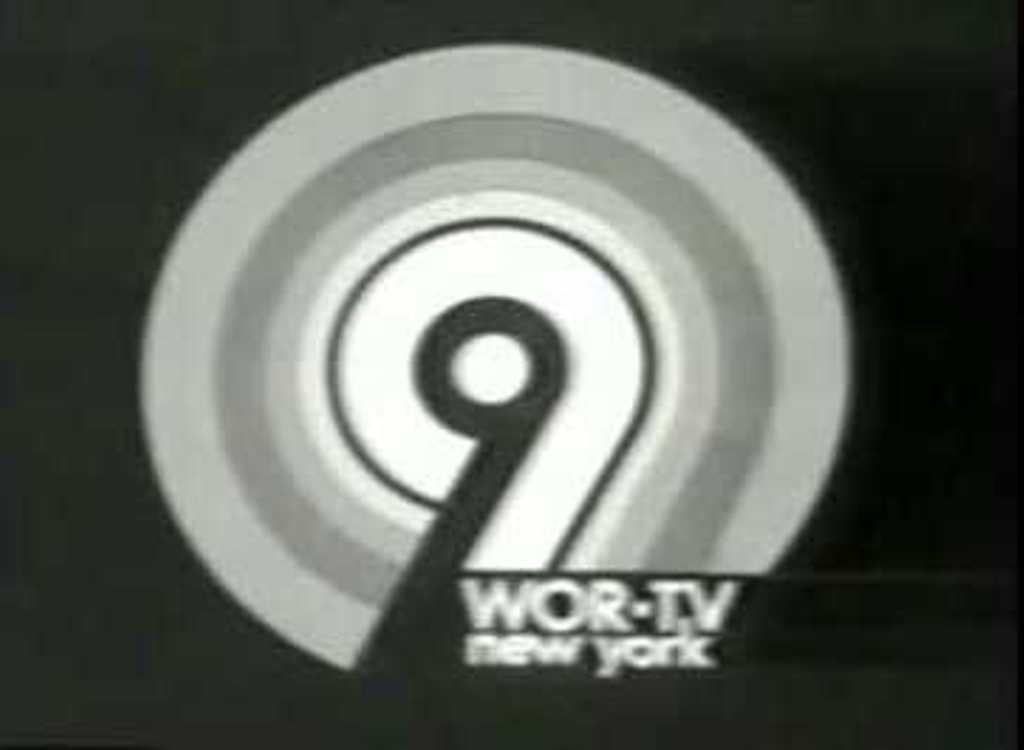
1971年のWOR-TVのIDスライド。この「ドット9（dotted 9）」のロゴは、1970年から1987年まで使用されていた。

1970年代初頭までに、WNEW-TVはアニメやシットコムの主要な放送局へと進化し、WPIXは同様の形式でより多くの映画を放映した。1970 年代初頭、WOR-TV では『じゃじゃ馬億万長者』、『ディック・ヴァン・ダイク・ショー』、『ギリガン君SOS』、『おしゃれ(秘)探偵』などの番組があった。しかし、チャンネル9は、ローカルの視聴率で他の2つの独立系チャンネルに遅れをとっていた。1971年から、映画、1時間のネットワークドラマの再放送、ゲーム番組、スポーツに重点を置いた、より大人向けの番組戦略を徐々に模索し始めた。また、『ロンパールーム』を除いて、殆どのシットコムと全ての子供向け番組を段階的に廃止した。また、1日に数時間のローカルトーク番組（『ジョー・フランクリン・ショー（The Joe Franklin Show）』、『ストレート・トーク（Straight Talk）』、『ミート・ザ・メイヤーズ（Meet the Mayors）』などの広報番組、他のRKOゼネラルのテレビ局で共有されたタイトルなど）を制作することに加えて、平日正午にニュース番組を放送した最初のニューヨーク市の放送局でもあった。
1970年代後半、イギリスに代替案を求めた。1976年9月6日、プライムタイムにテムズ・テレビジョンの番組を1週間提供した。これらの番組の多くは、『ベニー・ヒル・ショー』の最初のアメリカでのテレビ放送、クエンティン・クリスプの伝記映画『裸の公務員』、『マン・アバウト・ザ・ハウス』は、翌年、ABCによって『スリーズ・カンパニー』として脚色された。この期間、ITVのミュージカルドラマ『ロック・フォーリーズ』とBBCのSFシリーズ『ドクター・フー』のエピソードも放映した。1980年4月5日、日本のTBSテレビの7時間番組で、吹き替えまたは英語の字幕付きの番組を特集していた『ジャパン・トゥナイト!（Japan Tonight!）』を放送した。この期間中、様々なスポーツのテレビ放送がプライムタイムの殆どの夜に放映され、スポーツが放映されなかった夜には長編映画が放映され、「ミリオン・ダラー・ムービー（Million Dollar Movie）」のバナーの下で放映された。
野心的な番組編成にもかかわらず、WOR-TVは、RKOゼネラルにとって非常に収益性の高い放送局であったにもかかわらず、より伝統的な独立局を運営することを好む人々に認識された。1984年、WOR-TVは、『奥さまは魔女』、『バーンズ&アレン』、『かわいい魔女ジニー』などの古典的なシットコムを平日のラインナップに移し始め、スポーツへの焦点を僅かに減らし、ネットワーク外のドラマ番組をラインナップに追加した。また、宗教番組も撤回し、朝早く放送した。ケーブルと衛星配信テレビの出現により、独立局が地域・全国配信のためにアップリンクされ、「スーパーステーション」になった。1979年4月、ニューヨーク州シラキュースに拠点を置くイースタン・マイクロウェーブ株式会社（Eastern Microwave, Inc.）は、全米のケーブル及びCバンド衛星加入者にWOR-TVの配信を開始し、全国スーパーステーションとしてアトランタのWTBS（現：WPCH-TV）とシカゴのWGN-TVに加わった。

#### FCCとのトラブル
WOR-TVが全国的に知られるようになる一方で、局の存続とその所有者の存続を賭けた戦いが順調に進行していた。1975年、RKOはWOR-TVを運営するライセンスの更新を申請した。連邦通信委員会（FCC）は、ボストンの姉妹局であるWNAC-TVの更新に基づいてこの更新を条件付けた。1980年、FCCは1960年代に遡る一連の犯罪を理由にWNAC-TVのライセンスをRKOから剥奪したが、最終的にはRKOがゼネラル・タイヤによる企業の不正行為の証拠を差し控えたためであった。この決定により、RKOはWOR-TVのライセンスとロサンゼルスの姉妹局KHJ-TVのライセンスを失うことになった。しかし、控訴裁判所は、FCCがWOR-TVとKHJ-TVの更新をWNAC-TVに結びつけたことは誤りであるとの判決を下し、新たな手続きを命じた。RKOはすぐに、1983年2月に同社の全ての放送ライセンスの申請を募り始めたFCCからの新たな圧力にさらされていることに気付いた。

#### ニュージャージーに移転
時間を稼ぐために、RKOは（ニュージャージー州上院議員ビル・ブラッドリーの助けを借りて）合衆国議会を説得して、商用VHF放送局がサービスを提供していない州にライセンスを移したVHF放送局のライセンスを自動的に更新することをFCCに要求する法律を通過させた。ニュージャージー州とデラウェア州は、商用VHF放送局がサービスを提供していない唯一の州であり、特にニュージャージー州は、ニューヨーク市とフィラデルフィア市場からのVHF放送局によって「十分なサービスを受けていない」という苦情が長年にわたってあった（ニュージャージー州は、1962年にニューアークのチャンネル13が非営利アウトレットに転換されたため、州内にある商用VHF割り当てなしで残された）。この法律が施行された直後の1983年4月20日に、RKOはWOR-TVのライセンスをニュージャージー州セカーカス（マンハッタンの西7マイル (11 km)）に移した。しかし、全ての意図と目的のために、ニューヨーク市の放送局のままだった。WORラジオは、1922年に開局された時にニューアークにライセンスされ、1926年にスタジオをハドソン川の向こう側に移したが、1941年までニューアークで認可されたままであった。
チャンネル9のライセンスを更新するFCCの条件の1つは、RKOが局のメインスタジオをニュージャージー州に移すことも要求していた。放送地域免許が同州に移されてから3年後の1986年1月13日に、WOR-TVはその事業をセコーカスに新しく建設された９ ブロードキャスト・プラザに移した。FCCはまた、チャンネル9に対して、市場のニュージャージー州側でのイベントの報道を拡大するよう要求した。1か月後、ニュージャージー州上院はFCCに対し、チャンネル9信号をニュージャージー州南部に拡張することを承認するよう請願した。他にも様々な問題があり、そのうちの1つは、殆どのシンジケート番組の権利がフィラデルフィアの放送局でのこれらの番組のローカル放送権に干渉するという事実であり、要求は拒否された。
ニュージャージー州への移転は、RKOに対する規制圧力を緩和するのに殆ど役立たなかった。壁の手書き文字を見て、RKOは1985年にチャンネル9を売りに出した。ウェスティングハウス・ブロードキャスティング、クリス＝クラフト・インダストリーズ（後にチャンネル9が提携するUPNの創設パートナーの1つとなる）、及びコックス・エンタープライズとMCA/ユニバーサルの合弁事業が、WOR-TVの主な買収検討企業として浮上し、1986年後半にコックス/MCAグループに3億8,700万ドルで売却された。コックスは後に、放送局の運営責任者をめぐる2つの会社の意見の相違から合弁事業を撤回し、1987年4月21日にWOR-TVの単独所有権をMCAに委ねることになった。売却はRKOにとってちょうどいいタイミングで行われた。MCAが購入を取り下げてから2ヶ月後、行政法の裁判官は、一連の不正行為のためにRKOが放送から完全に除外されることを推奨した。最終的に、WORラジオはコネチカット州ハートフォードに拠点を置くバックリー・ブロードキャスティングに売却され、WRKS-FM（現：WEPN-FM）はサミット・ブロードキャスティング（Summit Broadcasting）に売却された。

### WWOR-TVとして（1987年～現在）
支配権を握ると、MCAは1987年4月29日にコールレターに「W」を追加し、WWOR-TVになった。MCAは、コールレターを変更する必要があることを認識していたが（当時のFCC規則により、同じ市場にあるテレビ局とラジオ局は異なる所有権を持ち、異なるコールサインを使用しなければならなかったため）、それでもニューヨーク州地域での65年にわたるWORコールの遺産で取引したいと考えていた。当初、WWORの番組はほぼ同じままだったが、RKO時代の「ドット9（dotted 9）」のロゴは新しい「レッド9（red 9）」に置き換えられた。MCAは、全てがCGIの新しい外観で登場するWWOR-TVを再開した。ロゴは新しい「ベネチアン・ブラインド9（Venetian-blinds 9）」に置き換えられ、映画と特別なプレゼンテーションの前に、新しい、より劇的なイントロがあり、メインのアイデンティティと『The News at Ten』の最初のイントロでは、トライステートエリアを表す新しい3点三角形が使用された。ただし、RKO時代のアナウンサーはそのままで、1日6時間の番組を除いて全て同じままだった。広報番組の殆どを終了し、『ロンパールーム』は30分間に短縮・6:00に移動され、日曜日のミサを除く全ての宗教番組は終了され、アニメが朝のラインナップに追加され、より強力なシンジケート番組が夕方に追加された。深夜のタイムスロットは古典的なシットコムで構成され、午後は引き続きゲーム番組、ドラマシリーズ、映画で構成されていた。両方の時間帯で見られた番組は、主にRKOの所有下で放送局の最後の年から持ち越されたものだった。その秋の後半、プライムタイムには、モートン・ダウニー・ジュニアの物議を醸した新しいトーク番組を支持して、『ミリオン・ダラー・ムービー（Million Dollar Movie）』が週末に追いやられ、20:00のニュース放送は22:00に移動され、1時間に拡大された（これを強調するために、簡単に『The News at Ten』というタイトルが付けられた。これは長くは続かず、1988年までに『Channel 9 News』になった）。
オーバーホールは1988年と1989年に続き、地元で制作された子供向け番組『スチームパイプ・アレー』や、NBCの最高評価のシットコム『コスビー・ショー』、コロンビア・ピクチャーズ・テレビジョンの『Who's the Boss?』や『227』の再放送など、より多くの夜のシットコムが、『ミュンスターズ・トゥデイ』『アウト・オブ・ディス・ワールド』『スーパーボーイ』『私の秘密のアイデンティティ』『バイオニックシックス』などのMCA/ユニバーサル発の番組などと同様に追加された。ウェスティングハウスの放送局で使用されていた番組『イブニング・マガジン』の形式も借用し、同番組の短命バージョンがプライムタイムに放映され、地元で制作された『ピープル・アー・トーキングピープル・アー・トーキング』と呼ばれるトーク番組が11:00に放送された。同番組は後にタイトルを『9 ブロードキャスト・プラザ（9 Broadcast Plaza）』（セカーカススタジオの場所に因んで名付けられた）に変更し、シンジケーションのために『リチャード・ベイ・ショー』に変更した。この間、スタジオは制作の温床であり、1990年から1992年にかけてニューヨークのラジオパーソナリティ、ハワード・スターンがホストを務めた前述のローカル番組『モートン・ダウニー・ジュニア・ショー（The Morton Downey Jr. Show）』（当時の姉妹会社MCA TVによって全国的に配給された）や『ハワード・スターン・ショー』が含まれていた。このため、ニュース放送はニュースルームに移動する必要があり、UPNに参加するまで独自のセットを持つことはなかった。
1989年、FCCは、地元の放送局が特定の市場で放映する権利を主張している市場外局で、特定のシンジケート番組をブラックアウトすることをケーブルプロバイダーに義務付けていた「シンジケート独占権」規則（または「シンデックス」）を成立させた。この法律の結果として、ケーブルプロバイダーの負担を軽減するために、イースタン・マイクロウェーブ（Eastern Microwave）は、どの局も排他的な市場権を所有していない番組の権利を取得した。その後、この番組編成をWWORの全国フィードで放送し、全国的に放映できなかった番組を置き換えた。番組の殆どは、ユニバーサル及びクイン・マーティン図書館からのものであり、「クリスチャン・サイエンス・モニター」のテレビサービスからのいくつかの番組と、シンデックス法の通過前に地元のニューヨークのフィードで放映されたいくつかのホールドオーバー番組もあった。イースタン・マイクロウェーブは最終的に、1990年1月1日に衛星とケーブルの加入者向けに「WWOR EMIサービス」と呼ばれる別のフィードを開始することになった。1990年代初頭までに、多くのケーブルシステムでWWORとWPIXが、シンデックス規制に対応して、全国の視聴者向けの代替フィードも開始したWGN-TVのスーパーステーションフィードに置き換えられ始めた。
1990年秋、オンエアで「Universal 9」というブランディングを開始し、MCA/ユニバーサルのエンターテイメント帝国との関係を強調した。しかし、同年秋、MCAの所有権は大阪の松下電器（現：パナソニックホールディングス）による会社の買収により終了した。FCCの規制では、外国企業がテレビ局の25%を超える株式を所有することを許可していないため、MCAは1991年1月1日にWWOR-TVの資産をパインランズという新しい会社に分割した。ユニバーサルは、2004年にNBCと合併してNBCユニバーサルを形成した後、ニューヨーク州のテレビ市場に再参入し、その過程でネットワークの旗艦局であるWNBCを買収した。KCOP-TV及びMCA TVエンターテイメントと提携して、松下がMCAを買収する1か月前の1990年10月に開始されたハリウッド・プレミア・ネットワークの2夜の番組ブロックだった。チャンネル9はまた、1991年6月中旬から9月中旬にかけて、オーストラリアのメロドラマ『ネイバーズ』の一部のエピソードを放映した。
1992年3月30日、ディズニー・スタジオは、ニューヨークとロサンゼルスの2つの最大市場のテレビ局に関心を持ち、オリジナル番組の増加を可能にするために、KCAL-TV（旧：KHJ-TV）をパインランズ株式会社（Pinelands, Inc.）に売却し、パインランズの45%の所有権を取得することに同意した。代わりに、パインランズは同年5月にクリス＝クラフト・インダストリーズのBHCコミュニケーションズ子会社からの一方的な入札に同意し、計画されていたディズニーのKCALとの事業合併は終了し、その過程でクリス・クラフト/BHCのKCOPの姉妹局となった。ディズニーはその後、1996年にキャピタル・シティーズ/ABCを買収する一環として、WABC-TVを買収した。
1993年、BHCは独立局をプライム・タイム・エンターテイメント・ネットワークと連携させた。1994年8月の開始時にスペリング・プレミア・ネットワークを放送した。

#### UPN系列（1995年～2006年）
1994年、クリス＝クラフトとその放送子会社であるBHCコミュニケーションズ、バイアコムが新たに買収した子会社パラマウント・ピクチャーズが提携してユナイテッド・パラマウント・ネットワーク（UPN）を結成し、1995年1月16日にデビューした。1996年、バイアコムはクリス＝クラフトからUPNの50%を購入した。同ネットワークの開始時、WWOR-TVはUPNの「旗艦」局だった。しかし、UPNは、WWORのスーパーステーションフィードがネットワークの番組を全国的に放送することを許可しなかった（対照的に、The WBは、WGN-TVが同ネットワークの最初の4年間、ケーブルフィードでネットワーク番組を放送することを許可した）。1990年代、若い世代向けのトーク番組、リアリティ番組、夜のシットコム、朝のシンジケートアニメを大量に放送し続けた。
1997年1月1日、僅か1か月前の警告で、数ヶ月前にイースタン・マイクロウェーブからWWORの衛星配信権を購入していたアドバンス・エンターテイメント・コーポレーションは、全国版のアップリンクを停止した。EMIサービスのトランスポンダースペースは、当時開局6ヶ月のアニマルプラネットのためにディスカバリー・コミュニケーションズに売却された。衛星放送受信アンテナの所有者からの抗議の中で、ナショナル・プログラミング・サービス（NPS）は、衛星加入者専用に再びアップリンクした。全国フィードは、再びニューヨーク州市場フィードと同じフィードになった。NPSは1999年にWWORを廃止し、パックスTVを支持したが、ディッシュ・ネットワークは、地元のUPN（及びその後、マイネットワークTV）の系列局がフィードをブロックするためにシンデックスを呼び出した地域を除いて、スーパーステーションパッケージの一部としてWWORのニューヨーク州フィードをまだ保持している。
2000年、クリス＝クラフトはテレビ局の売却を発表した。同年、CBSを買収して間もなくクリス＝クラフトのネットワークの半分を購入したバイアコムが、UPNの完全な支配権を獲得し（そして、その過程でネットワークの直営局としてのステータスをWWORから効果的に剥奪する）、放送局を買収すると考えられていた。しかし、バイアコムは2000年8月12日にニューズ・コーポレーションの子会社であるFOXテレビジョン・ステーションズとの入札に55億ドルで敗れ、WWOR-TVを長年のライバルであるWNYWの姉妹局にすることで、あるネットワークの最大の系列局が別のネットワークの運営者によって所有されるという独特の状況が生まれた。UPNの将来に疑問を投げかける人もいるが、FOXはすぐにUPNとの新たな提携契約を結んだ。
2001年9月11日、ハイジャックされた2機の飛行機がワールドトレードセンターの塔に衝突して破壊した際、WWOR-TVと他の8つのニューヨーク市のテレビ局といくつかのラジオ局の送信設備が破壊された。放送信号が遮断されると、WWORはその信号をケーブル及び衛星システムに直接送り、CNNとその後のFOXニュースチャンネルからテロ事件をひっきりなしに報道した。ウェブサイトは前例のないトラフィックを受け取ったが、事前に録画されたニュース番組のストリーミングビデオなど、利用可能なままだった。チャンネル9は同年9月17日に通常の番組編成を再開した。2018年にワン ワールドトレードセンターに戻るまで、他の主要なニューヨーク市の放送局の殆どと共に、エンパイア・ステート・ビルディング（1975年以前に設置されていた場所）に新しい送信機を設置した。このテロ事件により、クリス＝クラフトとの契約の締結が数日間遅れた。
FOXはその後すぐに2つの放送局の運用を統合し始めた。2001年秋、Fox Kidsの平日午後のブロックはWNYWからWWOR-TVに移動し、午前中にUPNの『ディズニーズ・ワン・トゥー』も放送した。チャンネル9は、平日朝と午後の両方で子供向け番組を放送するニューヨーク市で最後に残った民間放送局であり、20年前からの皮肉な展開だったが、FOXは2002年1月にFox Kidsの平日のブロックを中止し、UPNは2003年8月に漫画のブロックを終了し、WWORは2003年秋に7:00から9:00までの枠（その後は8:00まで）でシンジケートされたアニメを取り上げ、2006年にそれらを削除した。これにより、平日にアニメを放送する最後の民間放送局となった。これは、WWORが初期に放映した義務付けられた子供向け番組を支持して、アニメを段階的に廃止するのは2回目である。WNYWはまた、パフォーマンスの低いシンジケート番組のいくつかを配置し、厳選されたチャンネル9の強力な番組をチャンネル5のスケジュールで放送した。現在、WNYWの番組の「ダブルラン」をいくつか提供しているが、2つの放送局の個々のスケジュール（ネットワーク番組以外）は大きく異なる。
2004年、FOXテレビジョン・ステーションは、WWOR-TVのセカーカス施設を閉鎖し、その運営をマンハッタンのフォックス・テレビジョン・センターにあるWNYWの施設に移すと発表した。WNYWは、それ以前からWWORの内部操作の一部を処理していた。FOXは9 ブロードキャスト・プラザをWNYWとWWORの衛星中継局として維持することを計画した（同施設は、ボルチモアのマイネットワークTV系列局のWUTBのマスターコントロール操作も行っていたが、地元のシンクレア・ブロードキャスト・グループが2013年にFOXからWUTBを購入した）。いくつかのオフィス機能が統合された一方で、マンハッタンへの完全な移転計画は、ニュージャージー州下院議員のスティーブ・ロスマン（議会選挙区にはセカーカスが含まれていた）と上院議員のフランク・ローテンバーグからの圧力により、同年後半に中止された。2人の議員は、WWORが事業をハドソン川の向こう側に戻せば、ライセンス条件に違反することになると主張した。ロスマンによると、WWOR のライセンスでは、主なスタジオがニュージャージー州にあることが明確に要求されていた。これを考慮しなくても、WNYWとWWORの業務が完全に統合された場合、チャンネル9のニュース部門は縮小され、完全に閉鎖されない限り、ニュージャージー州に焦点を当てた出来事を適切に報道できなくなる可能性がある。前述のように、WWORのライセンスでは、市場のニュージャージー州側での出来事の報道を強調する必要がある。

#### マイネットワークTV系列（2006年～現在）
2006年2月22日、ニューズ・コーポレーションは、FOXテレビジョン・ステーションズとそのシンジケーション部門である20th テレビジョンによって運営される「マイネットワークTV」と呼ばれる新しい「6番目の」ネットワークの立ち上げを発表した。マイネットワークTVは、同年9月にThe CW（当初は主にUPNとThe WBのより高視聴率の番組で構成されていた合併ネットワーク）と同時に開始される別の新興ネットワークと競合するために作成され、The CW系列になるとは言及されていなかったUPN及びThe WBの放送局に、独立局に変換する以外の別のオプションを提供するために作成された。1995年以来The WB系列局であったWPIXは、チャンネル11の親会社であるトリビューン・ブロードキャスティングとの10年間の提携契約の一環として、The CWのニューヨーク市地域の系列局として発表された。ネットワークの関係者は、The WBとUPNの系列局の中で「最強」の放送局を好んでいたことが記録されており、いずれの局にもローカルでは、WPIXはしばらくの間、全体的な視聴者数でWWOR-TVを大きく上回っていたFOXのUPN系列局は含まれていなかった。
The CWの結成が発表された翌日（2006年1月25日）、FOXは、UPN系列局のオンエアブランディングから全てのネットワーク参照を削除し、UPN番組の宣伝を完全に停止した。それに応じて、WWOR はブランディングを「UPN 9」から「WWOR 9」に変更し（オンエアでは単に「9」と呼ばれていたが）、ロゴを変更して、左側に小さな赤い帯が付いた箱入りの「9」のみを特徴とするようにした。WWORは、ニュース放送用の新しいグラフィックパッケージと、ほぼ3週間前に変更されたロゴを、UPNブランディングと共に導入したばかりだった。
マイネットワークTVへの切替えが差し迫っているため、チャンネル9の放送中のブランディングは同年4月4日から「My 9」に変更され、ネッツとヤンキースの試合のテレビ放送中に新しいブランドが紹介された。2週間後の4月17日に、ニュースを含むWWORの残りのブランディング要素に「My 9」の名前を組み込んだ。6月2日、再びロゴを変更し、今回は、立ち上げの発表で提示されたマイネットワークTVのロゴに似たものを採用した。マイネットワークTVがその開始日を2006年9月5日にすると発表したにもかかわらず、UPNは同年9月15日まで全国の放送局で放送を続けた。マイネットワークTVに切り替えた一部のUPN系列局は、UPN番組の最後の2週間を通常のプライムタイム以外に放映したが、WWORとネットワークの残りのFOX所有の系列局は、8月31日にUPNの番組を完全に削除した。
連邦政府が義務付けたアナログからデジタルテレビへの移行の一環として、2009年6月12日の23:59に、VHFチャンネル9を介したアナログ信号での通常の番組を終了した。アナログで放映された最後の番組は、『LAW & ORDER:犯罪心理捜査班』のエピソードだった。局のデジタル信号は移行前のUHFチャンネル38のままで、プログラム及びシステム情報プロトコル（PSIP）を使用してWWOR-TVの仮想チャンネルをデジタルテレビ受信機で9として表示していた。
2010年10月15日、ニューズ・コーポレーションは、ケーブルビジョンが、ニューズがFOX所有の12のチャンネルの搬送を更新するために年間1億5,000万ドルを要求したと主張したFOXとケーブルビジョンの間の論争のために、ニューヨーク市トライステートエリアのケーブルビジョンシステムからWWOR、WNYW、WTXF（サウスジャージーのみ）、フォックス・ビジネス、フォックス・ディポーテス、ナショジオ ワイルドを撤去した。ニューズ・コーポレーションは、ケーブルビジョンの主張に応えた。ケーブルビジョンは同年10月14日に拘束力のある仲裁に提出することを申し出たが、ニューズ・コーポレーションはケーブルビジョンの提案を拒否し、「公平な交渉を拒否したことに対してケーブルビジョンに報いる」と述べた。WWOR、WNYW、WTXF、3つのケーブルチャンネルは、10月30日にケーブルビジョンとニューズ・コーポレーションが新しい運送契約を結んだときに復元された。
2011年11月3日、FOXテレビジョン・ステーションズは、アフリカ系アメリカ人の視聴者を対象としたサブチャンネルネットワークであるバウンスTVと提携契約を結び、マイネットワークTV系列局の2番目または3番目のデジタルサブチャンネルでサービスを提供した。
2014年1月7日、アームストロング・タワーからチャンネル34のデジタル代理中継局を申請し、ニュージャージー州アルパインに認可され、北側の展望エリアでサービスを提供した。

##### 2007年～2014年のライセンス更新と異議申し立て
2014年8月まで、2007年から放送ライセンスの更新を待っていたが、同年、免許の更新を拒否する2つの請願が提出された。2009年11月にFCC に苦情を申し立てたアメリカ合衆国議会上院議員フランク・ローテンバーグとメディアオブザーバーの主張によると、WWOR-TVのパフォーマンスは「公益の義務を果たすには明らかに不適切」であり、彼はその適用の真実性に疑問を呈した。また、セカーカスを拠点とするWWORの従業員の数を誤って伝え、ローカルニュース報道の減少を報告しなかったとしても非難された。
2011年2月17日、FCCは当時のWWORの親会社であるニューズ・コーポレーションに対して調査を開始し、同社が放送局の免許審査中にWWOR-TVのニュース運営と番組に関する情報を偽って伝えていたかどうかを判断した。ニューズ・コーポレーションは、WWOR-TVと姉妹局のWNYWの両方を運営するライセンスを剥奪され、不正行為で有罪となった場合、他の罰則に直面していた（ニューズは2013年6月に両局とその他のアメリカ国内のテレビ資産を21世紀フォックスに分割）。WWORに雇われた法定代理人は、WWORが約束を果たしたと述べた。2012年12月、ローテンバーグは、ニューズ・コーポレーションのWNYWと「ニューヨーク・ポスト」の共同所有権が「ニュージャージー州に十分に役立っていない」と述べ、メディア市場内での所有権の統合に関する FCC 規則の緩和の可能性について調査を求めた。2013年6月3日のローテンバーグの死と、それに続く1か月後のWWORニュース部門の閉鎖の発表に続いて、仲間のニュージャージー州上院議員であるロバート・メネンデスは、WWORがニュース放送を終了し、FCCがライセンスとその義務の履行について裁定を下すために州の問題を報道するために、外部の『チェイシング・ニュージャージー』と協力することがますます重要になっていると述べて、この原因を取り上げた。下院議員のフランク・パローンも、WWORのライセンスの取り消しを求めた。同年11月、ニュージャージー州議会は、FCCにWWORのライセンスを取り消すよう求める決議を可決した。
2014年3月、ニュージャージー州の上院議員であるボブ・メネンデス（Bob Menendez）はFCCに書簡を送り、ライセンス要件を満たしているかどうかを判断するための迅速な行動を求めた。
ニュージャージー州は国内で最も人口密度の高い州の1つであるが、ニューヨーク市とフィラデルフィアの間に位置しているため、指定市場エリア（DMA）はない。...WWORは、全ての住民の利益のためにニュージャージー州で活動することにより、このギャップを埋める必要がある。残念ながら、WWORの運用がこれらの要件を満たしていないという懸念が高まっている。
2014年8月8日、FCCはWWORのライセンスを更新し、異議申し立てを全て却下したが、FOXテレビジョン・ステーションズがWNYWとWWORの両方を運営し、「ニューヨーク・ポスト」と21世紀フォックスが共有する所有権を永久に放棄することは拒否され、一時的な免除が認められた。

##### 2018年のライセンス更新とWNYWへの完全統合
2018年1月、メネンデスとコリー・ブッカーの両上院議員は、WWORがニュージャージー州のニュースを報道するという「連邦政府の任務を遂行できなかった」と述べた。それにもかかわらず、同年7月12日にFCCによってライセンスが更新され、異議なく新しい10年間のサイクルが適用された。ブッカーとメネンデスはWWORの免許取り消しを求め続けている。
ライセンス更新の1か月後、FOXテレビジョン・ステーションズは9 ブロードキャスト・プラザをハーツ・マウンテン・インダストリーズ（WWOR-TVの施設が組み込まれたセカーカスオフィスパークを開発した）に405万ドルで売却し、FCCのメインスタジオ規則が廃止された数ヶ月後セカーカスからWWORの運用継続を命じられた。その時点以来、運営はマンハッタンのWNYWに統合され、ハーツ・マウンテンは2019年6月に以前のWWORスタジオの解体を開始した。

## 番組

### スポーツ番組
独立局として、チャンネル9のスケジュールはスポーツ番組に重きを置いていた。歴史の早い段階で、WOR-TVはニューヨークのナショナルリーグ野球の本拠地としての地位を確立し、1957年のシーズン後に両チームがカリフォルニア州（それぞれロサンゼルスとサンフランシスコ）に移るまで、ブルックリン・ドジャース（1950年から）とニューヨーク・ジャイアンツ（1951年から）の試合を放送していた。1958年から1961年まで、ドジャースとジャイアンツとの対戦で構成されるフィラデルフィア・フィリーズの試合の限られたスケジュールを放送した。1962年、ナショナルリーグの新しい拡張チームであるニューヨーク・メッツの放送権を獲得した。WORとチームのパートナーシップは1998年シーズンまで続き、その後、メッツは放送をWPIXに移し、放送局でのヤンキーのテレビ放送を置き換えた。
チャンネル9は1965年にNHLのニューヨーク・レンジャーズとNBAのニューヨーク・ニックスの放映権を取得し、1989年まで両方のチームを保持していた（2つのチームのテレビ放映権がMSGネットワークのケーブルに独占的に移行した時）。ニューヨーク・アイランダース、ニューヨーク/ニュージャージー・ネッツ、ニュージャージー・デビルス、地元の大学バスケットボール、ニューヨーク・コスモスサッカー、WWWF/WWF、WCW、1970年代半ばの短い間、IWAレスリングもチャンネル9で放送された。ニューヨーク州のスポーツファンの世代にとって、WORは、メッツ、ニックス、レンジャース、アイランダース、デビルス、ネッツ、ワールド・レスリング・フェデレーション（WWWF/WWF/WWE）との関係の代名詞となった。
メッツ（[W]WORが多数のホームゲームを報道していた）を除いて、WWORのプロスポーツ報道は主にアウェイゲームを特集していたが、1960年代半ばには、レンジャーズの土曜日午後のホームゲームを同日夜に放送するために録画した。1965年11月12日のシカゴ・ブラックホークス戦は、カラー放送された最初のNHLゲームと言われている。1968年初頭、WORは、古いマディソン・スクエア・ガーデンでのレンジャーズとニックスの最後のホームゲームと、新しいMSGアリーナからの両チームの最初のホームゲームの生中継も行った。
また、1999年1月に、マイク・タイソンの当時のフランソワ・ボタに対するカムバックの戦いについて話し合うことを意図して、タイソンと当時のスポーツアンカーであったラス・ザルツバーグ（Russ Salzberg）との悪名高いインタビューを放送した。タイソンはいくつかの罵倒を叫び、脅迫し、聴衆にWWORのスイッチを切るように言った。これにより、ザルツバーグはインタビューを突然終了するようになり、タイソンは次の戦いでの幸運を中途半端に願った。タイソンは、ザルツバーグに「やめろ」と言った。
2001年9月下旬、当初WNYWで放映される予定だったニューヨーク・ヤンキースの野球の試合をいくつか放映した。2005年、チャンネル9はヤンキースの試合をフルタイムで取り上げ、放送はYESネットワークによって制作された。YESがブルックリン・ネッツの試合と同じ時間帯にヤンキースの試合を放送する時はいつでも、チャンネルオーバーフローと2つのネットワーク間の相互合意により、ネッツの試合は代わりにWWORで放映される。これは通常、同年4月とネッツのプレーオフゲームの殆どに当てはまる。チャンネル9とYESは、2012年にFOXが後者のチャンネルの49%の株式を購入した（その後80%に増加したため）法人兄弟になった。2015年、ヤンキースのゲームは10年間の契約を終了した後、WPIX に戻った。ヤンキースとメッツの両方のゲームが現在WPIXで放映されている。
WWORは、2012年と2016年に発生したように、WNBCが夏季オリンピックのネットワーク報道を放送することを約束したため、ニューヨーク・ジャイアンツのプレシーズンゲームを放送することがある。また、ジャイアンツやジェッツが関与したESPN制作の『マンデー・ナイト・フットボール』の試合や（WABC-TVは、ESPNの企業兄弟としてローカルの『MNF』放送で優先権を保持しているが、ABCの『ダンシング・ウィズ・ザ・スターズ』を放映するためにその権利を行使することがよくある）、NFLネットワークの初期の存在の間のそのような試合を同時放送している。2007年12月30日のジャイアンツ/ペイトリオッツの試合のローカルアウトレットになる予定だったが、ペイトリオッツは無敗のレギュラーシーズンを目前に控えており、NFLネットワークは当時最小限のケーブルキャリッジしか持っていなかったため、この試合はWWORに加えて、CBSとNBCで全国的に同時放送されることになった。
WNYWの姉妹局として、WNYWがローカル番組を放送する間、WWORは時々FOXのスポーツ番組を放送した。これは、2021年9月11日に、WNYWが地元の9/11追悼番組を放映し、WWORが全国放映された『FOXカレッジ・フットボール』の試合を放映した時に当てはまった。

### ニュース放送
ニューヨーク州の独立局の殆どが1960年代と1970年代にあったため、WOR-TVはローカルニュースの分野では非常にマイナーなプレーヤーだった。1971年以前は、生放送のニュース番組を放送していなかったが、早朝の音声のみのニュース放送が当番のスタッフアナウンサーによってステーションロゴの上で読み上げられていた。1971年、ニューヨーク市市場で最初の正午のニュース番組でもあったWOR最初の生放送のニュース番組『News at Noon』を開始した。1983年、ニュージャージー州への移転に伴い、チャンネル9は『News 9: Primetime』と呼ばれる毎晩20:00のニュース番組を開始した。1987年のMCA買収後、20:00のニュースは2時間後に22:00に移動され、1時間に拡大された（WPIX及び最終的な姉妹局WNYWで放送されるその時間枠のニュース放送と直接競合するようになった）。後に『9 ブロードキャスト・プラザ（9 Broadcast Plaza）』に統合された正午の番組は、1993年に終了し、『リッキー・レイク・ショー』に置き換えられた。
姉妹局であるWNYWの22:00のニュース番組は長く成功を収めていたが、両方が別々のスタジオを使用しているという単純な理由によるもので、FOXがチャンネル9を買収した後、WWOR-TVは同じ時間枠で競争することができた。殆どのテレビ局の複占のモデルとは対照的に、WWORはセカーカススタジオからニュース部門を運営し、WNYWはマンハッタンのフォックス・テレビジョン・センターからニュース部門を運営して、2つの放送局が独自のオンエアアイデンティティを維持し、個々のローカルニュース番組を同時に提供できるようにしたなど、WWOR-TVと姉妹局のWNYWは技術的に互いに分離されたニュース部門を運営していた。ただし、ニュース報道に関しては、2つの放送局はかなりの量を共有しており、一部のスタッフは1つの放送局から別の放送局に切り替えた。両方の放送局は、1つの放送局にのみ登場する独自の主要なパーソナリティ（ニュースアンカーやリポーターなど）を維持していた。また、WWORのニュース番組は、放送免許がニューヨーク市からセカーカスに移管されて以来、WWORが遵守していたニュージャージー州の問題に焦点を当てたニュース記事の大部分を占めていた。
2009年7月13日に、22:00のニュースは23:00に移動され、予算削減のために30時間に短縮された。さらに、週末のニュースと日曜日夜のスポーツハイライト番組は終了された。2011年6月27日、ニュース放送を以前の22:00の時間枠に戻し、タイトルを『The Ten O'Clock News』に変更し、長さは30分間のままで、平日夜にのみ放映され続けた。2012年9月10日、ローカルニュース番組を高解像度で放送し始めた。
スポーツディレクターのラス・ザルツバーグ、アンカーのブレンダ・ブラックモン（Brenda Blackmon）、リポーターのブレンダ・フラナガン（Brenda Flanagan）は、WWORで最も長く在籍したパーソナリティだった。フラナガンは1983年からWWORに勤務し、ザルツバーグとブラックモンはそれぞれ1988年と1992年に参加した。ニューヨーク州とフィラデルフィア州の市場が重なり合うニュージャージー州中部の地域では、WWORとWNYWの両方がフィラデルフィアの姉妹局WTXF-TVとリソースを共有していた。WWORは、両方の市場が提供するニュージャージー州の郡で発生したニュース記事のリポーターを共有した。
2013年7月2日の放送の後、22:00のニュースは終了された（チャンネル9による42年間のニュース放送制作と30年間のプライムタイムのニュース放送が終了した）代わりに、同年7月8日に、ニュージャージー州に焦点を当てた「ペースの速い」形式の夜刊のニュースマガジン『チェイシング・ニュージャージー（Chasing New Jersey）』（後に『チェイシングニュース』に改名）を導入した。ニュージャージー州トレントンのスタジオからフェアファックス・プロダクションズ（Fairfax Productions、フィラデルフィアの姉妹局WTXF-TVのバイスプレジデント兼ゼネラルマネージャーが率いる制作会社）によって制作され、ビル・スペディアがホストを務めた同番組は、朝のニュース番組のリードインとしてWTXFでも見られた。WWORのニュース放送の終了に伴い、ブレンダ・ブラックモンはWWORのニューススペシャルのプロデュースとホストに再割り当てされた（ただし、彼女は2016年にWPIXに移り、オンエアスタッフの他のメンバーは（WNYWを含む）新しい役割を提供された）。ニュース部門が閉鎖されたにもかかわらず、FCCのメインスタジオルールが廃止されてWWORの運営がWNYWに完全に統合された2018年まで、セカーカス施設は運営されていた。『チェイシングニュース』は2020年6月に終了され、WWORにはニュース番組が存在しなくなった。 

### 元パーソナリティ
- スティーブ・アルバート（英語版）
- アーニー・アナストス（英語版）（現：姉妹局WNYW）
- ブレンダ・ブラックモン（英語版）（後にWPIXに所属）
- マリオ・カントーネ（英語版）（現：俳優）
- パット・コリンズ（英語版）
- ジュディス・クリスト（英語版）（故人）
- モートン・ダウニー・ジュニア（英語版）（故人）
- トム・ダン（英語版）（故人）
- カーター・エヴァンス（英語版）（現：CBSニュースのロサンゼルス担当記者）
- ジョー・フランクリン（英語版）（故人）
- バリー・グレイ（英語版）（故人）
- トニー・ガイダ（英語版）（現：CBSニュースに所属）
- ヴァン・ハケット（英語版）(引退)
- レイ・ヘザートン（英語版）（故人）
- ラリー・ケニー（英語版）（現：声優）
- サラ・リー・ケスラー（英語版）（現：NBCニュースラジオに所属）
- ウォルター・キーナン（英語版）（故人）
- マット・ラウアー（英語版）（後にNBCニュースに所属）
- オーティス・リビングストン（英語版）（週末のスポーツアンカー、現：WCBS-TV及びWLNY-TV（英語版））
- マイク・ルピカ（英語版）（現：ニューヨーク・デイリーニューズに所属）
- マラキー・マッコート（テレビから引退）
- メアリー・ヘレン・マクフィリップス（英語版）（故人）
- コラ＝アン・ミハリク（英語版）（引退）
- ショーン・ムーニー（英語版）（現：アリゾナ州ツーソンのKVOAに所属）
- オードリー・プエンテ（英語版）（現：WNYWに所属）
- ビル・ライアン（英語版）（故人）
- ローランド・スミス（英語版）（引退）[77]
- ハワード・スターン（現：『ハワード・スターン・ショー』）
- フィル・トンケン（英語版）（故人）
- ジェニファー・ヴァロッピ（英語版）
- リサ・ウィリス（英語版） (マーケティング、テレビから引退)
- ケリー・ライト（英語版）（最近ではFOXニュースチャンネルに所属）
- ロイド・リンゼイ・ヤング（英語版）（2016年までサンフランシスコのKKSF（英語版）に所属）
- ジョン・ザッハール（英語版）（故人）

## 大衆文化において
- WORのブロードウェイスタジオビルは、1971年の映画「シャフト」で見ることができ、シャフトがタイムズスクエアを歩いていると、お馴染みの「ドット9」のロゴが早い段階で背景に表示される。
- WOR-TVのヘリコプターが、1975年の映画「狼たちの午後」に登場し、ビデオクルーが銀行強盗を取材しようとしていたが、NYPDのヘリコプターがWORのヘリコプターをその地域から追い出す。
- 1983年の映画『天使の失踪（英語版）』で、主人公（ケイト・ネリガンが演じる）が、マイクフラッグに「9」を掲げ、『WOR-TV News』と同一視している架空のWOR-TVのリポーターから生でインタビューを受ける。
- 1989年から1990年にかけて、WWOR（当時はMCAが所有）は、人気のユニバーサル・スタジオ・フロリダの乗り物「コングフロンテーション（英語版）」に組み込まれた。この乗り物は2002年に閉鎖され、2004年に高速の屋内ジェットコースター「リベンジ・オブ・ザ・マミー」に置き換えられた。
- WWORからのニュース放送は、1990年の映画「グレムリン2 新・種・誕・生」で見ることができる。
- 『UPN 9 News』バンは、2006年の映画「フリーダムランド」で簡単に見ることができる。

## 技術情報

### サブチャンネル
デジタル信号は多重化されている。
| チャンネル | 解像度 | アスペクト比 | ショートネーム | 番組編成                             |
| ---------- | ------ | ------------ | -------------- | ------------------------------------ |
| 9.1        | 720p   | 16:9         | WWOR-TV        | メインWWOR-TV番組/マイネットワークTV |
| 9.3        | 480i   | 4:3          | Buzzr          | ブザー                               |
| 9.4        | 480i   | 16:9         | Heroes         | ヒーローズ&アイコンズ                |